# Austin 1100/1300
Austin 1100/1300 – kompaktowy samochód osobowy produkowany przez brytyjską firmę British Motor Corporation w latach 1962-1974 z serii modeli BMC ADO16 (zawierała bliźniacze modele: Austin 1100/1300, Morris 1100/1300, MG 1100/1300, Vanden Plas Princess 1100/1300 i Riley Kestrel 1100/1300). Dostępny wyłącznie jako 2- lub 4-drzwiowy sedan oraz 2- drzwiowe kombi. Do napędu używano silników R4 o pojemności 1,1 i 1,3 litra. Moc przenoszona była na oś przednią poprzez 4-biegową manualną bądź 3-biegową automatyczną skrzynię biegów. Powstały trzy generacje modelu.

## Dane techniczne

### 1100
- R4 1,1 l (1097 cm³), 2 zawory na cylinder, OHV
- Układ zasilania: gaźnik
- Średnica cylindra × skok tłoka: 64,58 mm × 83,72 mm
- Stopień sprężania: 8,5:1
- Moc maksymalna: 49 KM (36 kW) przy 5100 obr./min
- Maksymalny moment obrotowy: 81,5 N•m przy 2500 obr./min
- Prędkość maksymalna: 125 km/h

### 1300
- R4 1,3 l (1275 cm³), 2 zawory na cylinder, OHV
- Układ zasilania: gaźnik
- Średnica cylindra × skok tłoka: 70,61 mm × 81,28 mm
- Stopień sprężania: 8,5:1
- Moc maksymalna: 61 KM (45 kW) przy 5250 obr./min
- Maksymalny moment obrotowy: 95 N•m przy 2500 obr./min
- Prędkość maksymalna: 140 km/h
- Przyspieszenie 0-100 km/h: 17,5 s

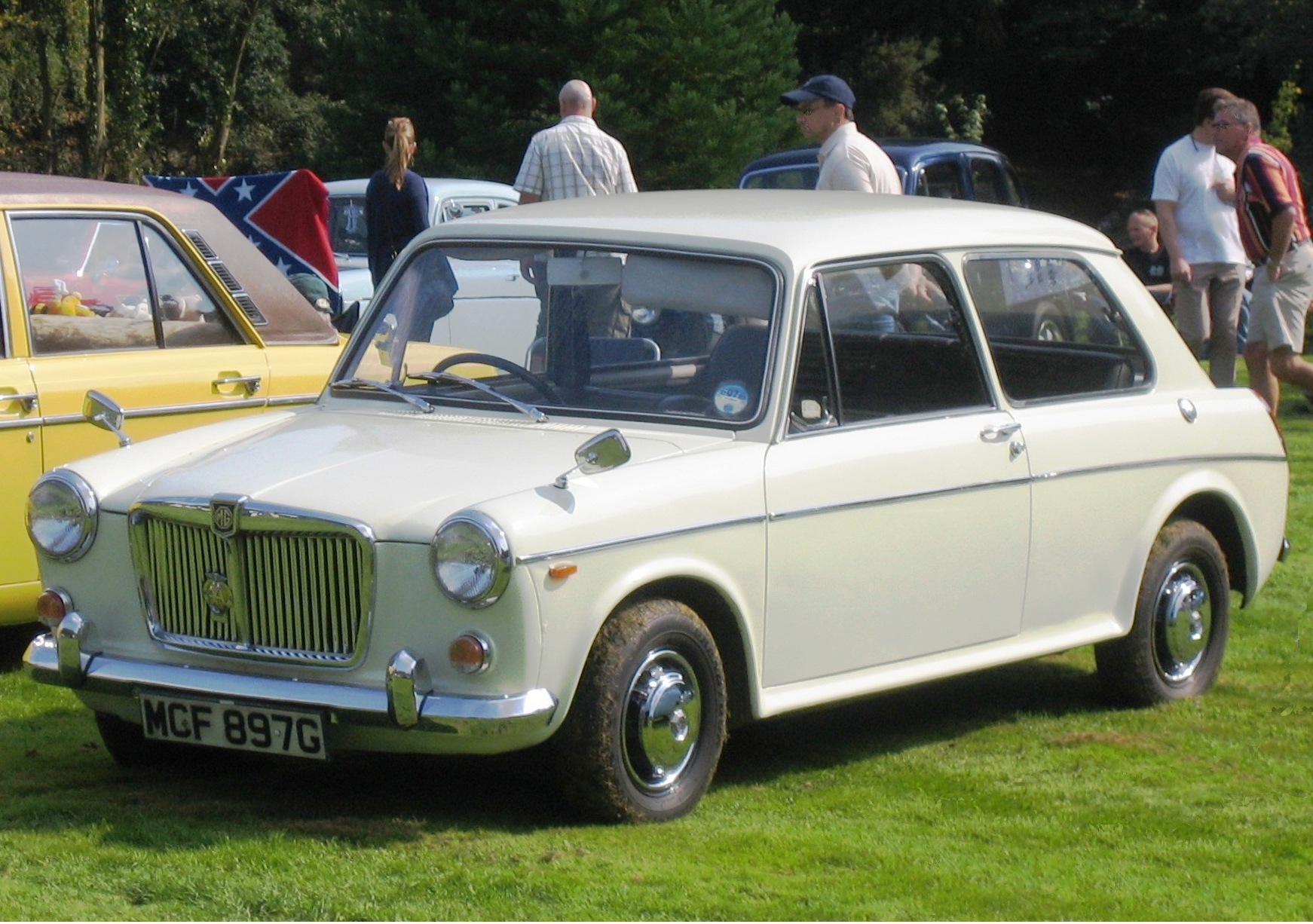
MG 1300 z 1968 roku
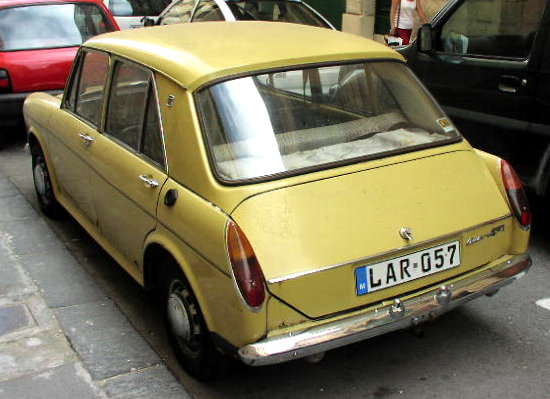
Morris 1100
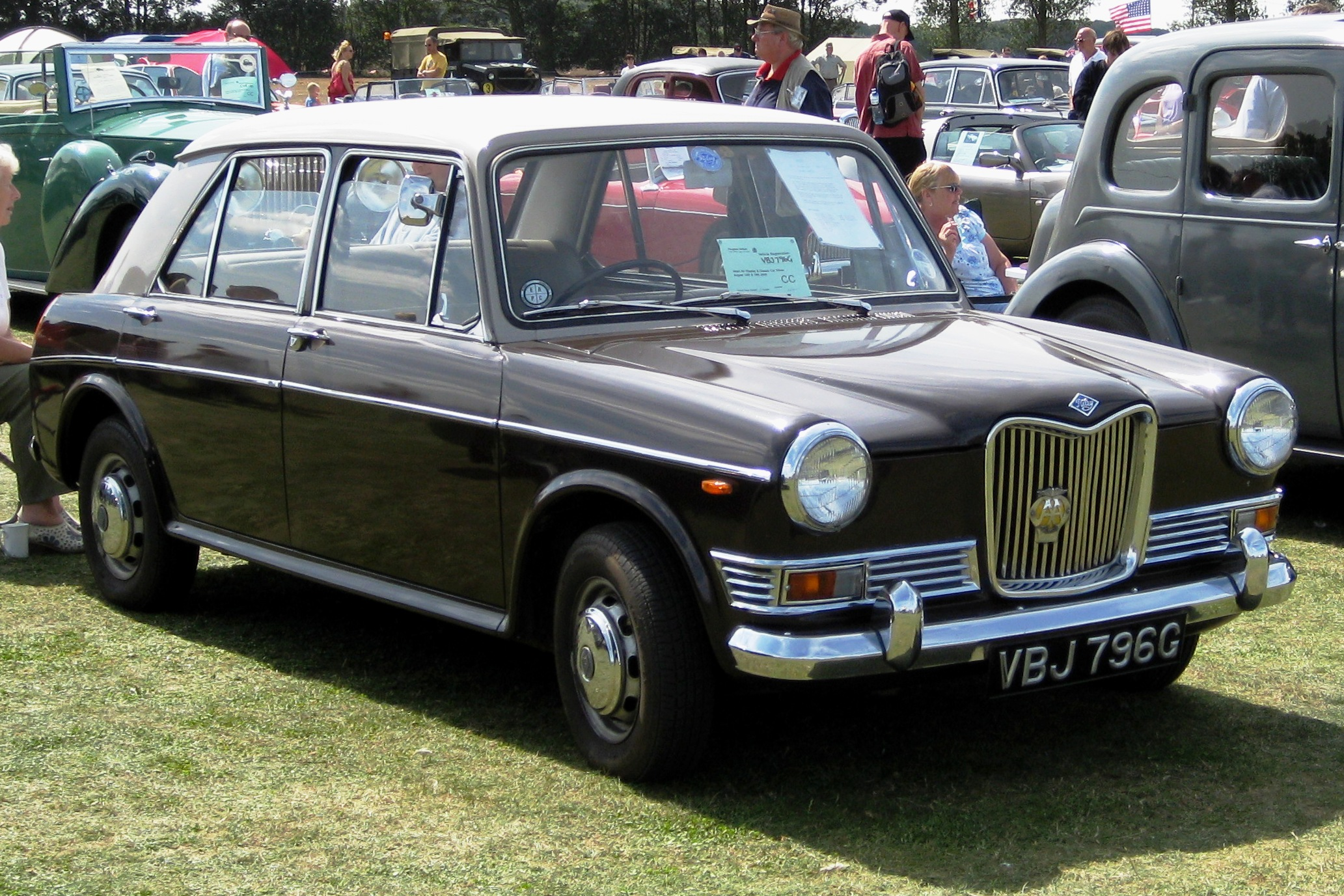
Riley Kestrel 1300 z 1968 roku
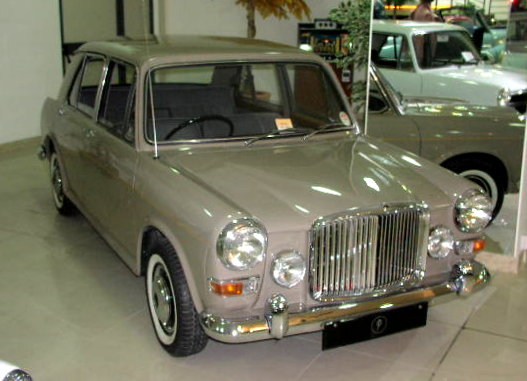
Vanden-Plas Princess 1100